# Atlanticus palpalis
Atlanticus palpalis är en insektsart som beskrevs av Rehn, J.A.G. och Morgan Hebard 1920. Atlanticus palpalis ingår i släktet Atlanticus och familjen vårtbitare. Inga underarter finns listade i Catalogue of Life.